# Театры Иркутска

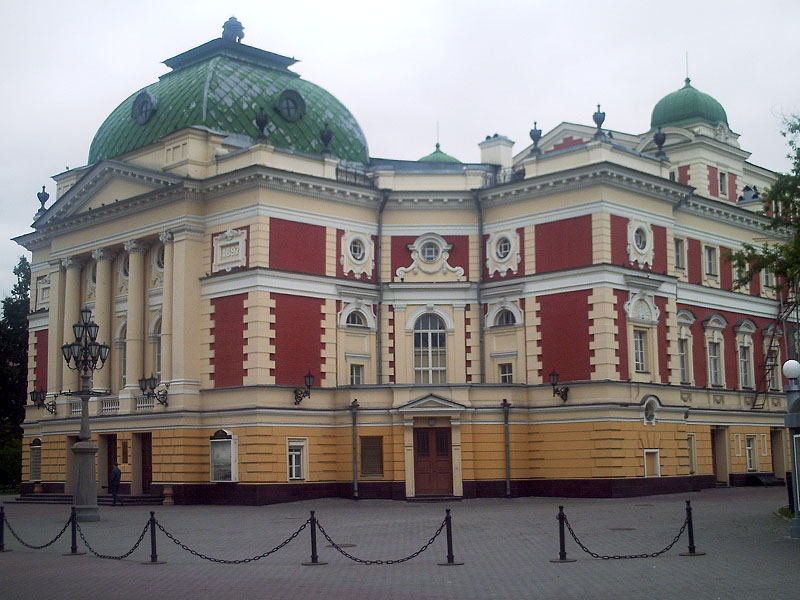
Иркутский академический драматический театр имени Н. П. Охлопкова.

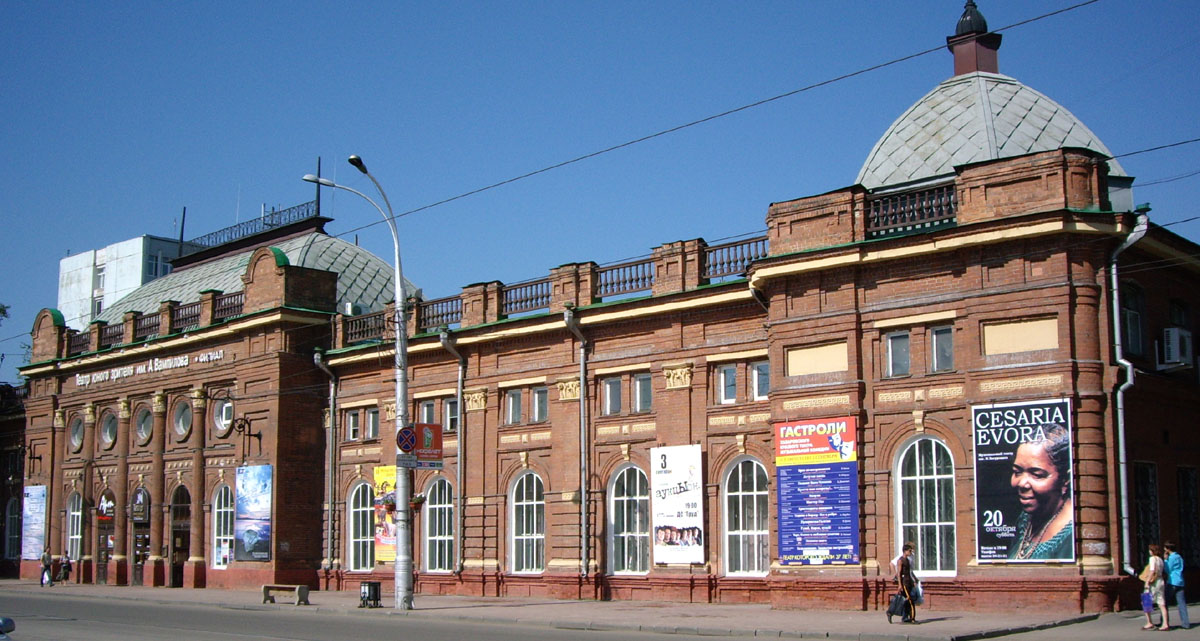
Филиал Иркутского областного театра юного зрителя имени А. Вампилова.

Иркутск является одним из центров Восточной Сибири, в том числе и культурным.
Иркутский областной театр юного зрителя имени А. Вампилова — является старейшим детским театром Сибири.

## Список театров, расположенных вИркутске
| № | Название                                                         | Адрес                          | Год основания | Официальный сайт                                                                 |
| - | ---------------------------------------------------------------- | ------------------------------ | ------------- | -------------------------------------------------------------------------------- |
| 1 | Театр-студия «Диалог»                                            | Иркутск, Костычева, 1          | -             | -                                                                                |
| 2 | Иркутский драматический театр имени Н. П. Охлопкова              | Иркутск, Карла Маркса, 14      | 1850          | http://dramteatr.ru                                                              |
| 3 | Иркутский областной музыкальный театр имени Н. М. Загурского     | Иркутск, Седова, 29            | 1941          | http://imt.irkutsk.ru/                                                           |
| 4 | Иркутский областной театр кукол «Аистёнок»                       | Иркутск, Байкальская, 32       | 1959          | -                                                                                |
| 5 | Иркутский областной театр юного зрителя имени А. Вампилова (ТЮЗ) | Иркутск, Ленина, 13            | 1928          | http://tuzvampilov.ru/                                                           |
| 7 | Иркутский театр народной драмы                                   | Иркутск, Мухиной, 13а          | 1977          | http://www.igtnd.ru/                                                             |
| 8 | Иркутский театр-студия «Театр Пилигримов»                        | Иркутск, Волконского, 8а       | 1987          | -                                                                                |
| 9 | Молодёжный Камерный Театр «Подвал»                               | Иркутск, ул. Байкальская, 252а | 2013          | https://web.archive.org/web/20190803080233/http://xn----7sbbhjd1cuiitc.xn--p1ai/ |